# Gumillinae
Gumillinae (лат.) — подсемейство сетчатокрылых насекомых семейства осмилид (Osmylidae), известное главным образом в ископаемом состоянии. Древнейшие представители подсемейства были найдены в средней юре Китая. Также Gumillinae отмечены в нижнем мелу Бразилии и в меловом бирманском янтаре.
Из ныне существующих видов в состав Gumillinae входят только виды Gumilla adspersus Navás, 1912 и Gumilla longicornis (Walker, 1853), оба обитают на территории Бразилии. Отличительный признак семейства — очень длинные антенны, которые по длине значительно превосходят передние крылья.

## Систематика
Включает 17 видов в составе 9 родов.
- †Allotriosmylus Yang et al.
- †Enodinympha Ren & Engel
- †Epiosmylus Panfilov
- Gumilla Navás
- †Kolbasinella Khramov
- †Nilionympha Ren & Engel
- †Nuddsia Menon & Makarkin
- †Osmylochrysa Jepson et al.
- †Tenuosmylus Wang et al.